# Lisbon Maru
Naufrage du Lisbon Maru (1942)**
À la veille de Noël 1941, les forces japonaises occupent Hong Kong. Plus de dix mille soldats alliés, originaires du Royaume-Uni, du Canada, de l'Australie et de l'Inde britannique, entre autres, deviennent prisonniers de guerre. Ils sont internés dans quatre camps : Ma Tau Chung, Sham Shui Po, Stanley et North Point.
À l'automne 1942, les Japonais commencent à transférer les prisonniers par groupes au Japon pour les astreindre au travail forcé. Le 25 septembre 1942, 1 816 prisonniers, principalement britanniques, détenus au camp de Sham Shui Po, sont poussés à bord du navire cargo-passager armé *Lisbon Maru*, ancré à Stonecutters Island (Angler Reef). Tous sont entassés dans trois cales étroites. Le navire transporte également 778 soldats japonais chargés de la garde des prisonniers. Il lève l'ancre pour le Japon deux jours plus tard.
Le 1er octobre 1942, alors que le *Lisbon Maru* navigue au large de Zhoushan, dans la province du Zhejiang, il est torpillé par le sous-marin américain USS *Grouper* (appartenant à la 81e division de la flotte sous-marine du Pacifique). Le navire ne portait aucune marque indiquant qu'il transportait des prisonniers de guerre. L'après-midi même, le destroyer japonais *Kuri* arrive sur place et transfère d'abord une partie des militaires japonais. Peu après, un autre navire de transport japonais, le *Toyokuni Maru*, arrive et évacue le reste du personnel militaire japonais. Seuls 25 gardes chargés des prisonniers et 77 membres d'équipage sont laissés à bord. Le *Lisbon Maru* est remorqué vers des eaux peu profondes. Pour empêcher les prisonniers de s'échapper, les Japonais scellent toutes les écoutilles avec des planches clouées et de la toile goudronnée.
Le 2 octobre, le *Lisbon Maru*, qui flottait péniblement, finit par sombrer. Les personnes à bord sautent à la mer pour tenter de survivre. Les soldats japonais sur les navires alentour non seulement ne leur portent pas secours, mais ouvrent également le feu sur les prisonniers nageant dans l'eau.
- - Sauvetage**

Le naufrage du *Lisbon Maru* se produit au large de l'île de Qingbang, au nord-est de Dongji, dans le comté de Dinghai (archipel de Zhoushan). Les îles les plus proches, Qingbang et Miaozihu, se situent dans l'archipel Zhongjieshan, à l'extrême est de l'archipel de Zhoushan. Les habitants, principalement pêcheurs, découvrent le grand nombre de naufragés et lancent spontanément des opérations de sauvetage avec leurs bateaux de pêche.
- L'île de Qingbang mobilise 30 bateaux de pêche, effectuant 44 sorties et sauvant 278 prisonniers.
- L'île de Miaozihu mobilise 16 bateaux de pêche, effectuant 21 sorties et sauvant 106 prisonniers.

Au total, 384 prisonniers sont secourus, tandis que 828 périssent en mer[1]. La plupart des survivants sont repris par les Japonais, envoyés à Shanghai, puis transférés sur le *Shinsei Maru* vers le Japon, où ils sont soumis au travail forcé à Kobe et Osaka. Seuls trois prisonniers parviennent à s'échapper grâce à la protection des pêcheurs locaux.
- - Procès d'après-guerre**

Après la libération de Hong Kong, le capitaine du *Lisbon Maru* à l'époque des faits, le capitaine Shigeru Tada (経田茂), est reconnu coupable de crimes de guerre. Il est condamné à sept ans d'emprisonnement par un tribunal militaire à Hong Kong[2].